# Evropská silnice E1
Evropská silnice E1 je evropská silnice, která se táhne západní Evropou ze severu na jih. Začíná ve městě Larne v Severním Irsku a končí ve městě Sevilla ve Španělsku.
V Severním Irsku přechází po dálnici A8(M) z Larne do Belfastu, kde se napojuje na dálnici M1 a v Lisburně pokračuje po cestě A1.
V Irsku pokračuje po dálnici M1 z Dundalku do Dublinu, přes dálnici M50, projde Dublin a následně po dálnici M11 se dostane do přístavu Rosslare Harbour. Odtud směřuje lodní trasa do Španělska.
Ve Španělsku pokračuje po cestě N550 z města Ferrol do Valençe v Portugalsku.
Z portugalské Valençy pokračuje dálnicí A3 do města Porto, zde se připojuje na dálnici A1 a směřuje do Lisabonu. Z Lisabonu pokračuje po dálnici A12 do Setúbalu, odtud dálnicí A2 do Albufeira, kde se napojí na dálnici A22 a přes město Castro Marim směřuje zpět do španělského města Sevilla přes Vila Real de Santo António, po dálnici A-49.